# Alaa Abbas
Alaa Abbas (en árabe: علاء عباس‎; Bagdad, Irak, 27 de julio de 1997) es un futbolista de Irak que juega en la posición de delantero centro. Desde 2024 juega con el Al-Zawraa de la Liga Premier de Irak.

## Carrera

### Club
| Periodo   | Club                  |
| --------- | --------------------- |
| 2011–2013 | Al-Siyaha SC          |
| 2013–2014 | Al-Iskan SC           |
| 2014–2016 | Karbala FC            |
| 2016–2017 | Naft Al-Wasat         |
| 2017      | Naft Al-Junoob        |
| 2017–2018 | Naft Al-Wasat         |
| 2018–2020 | Al-Zawraa             |
| 2020      | Kuwait SC             |
| 2020–2021 | Gil Vicente FC        |
| 2021–2022 | Al-Quwa Al-Jawiya     |
| 2022–2023 | Al-Zawraa             |
| 2023–2024 | FC Nassaji Mazandaran |
| 2024–     | Al-Zawraa             |

### Selección nacional
Abbas jugó con Irak en la Copa Asiática 2019 en Emiratos Árabes Unidos. El 24 de diciembre de 2018 Abbas jugó su primer partido internacional ante China en un amistoso. También jugó con la selecciones sub-20 y sub-23.

## Logros

### Club
- Liga Premier de Kuwait: 2019-20
- Copa de la Corona de Kuwait: 2019-20
- Copa de Irak: 2018-19

### Selección nacional
- Copa de Naciones del Golfo: 2023

### Individual
- Goleador de la Copa de Irak: 2018-19
- Mejor gol de la Liga Premier de Irak: 2021-22